# 沙莱娜·吉尼亚尔
沙莱娜·吉尼亚尔（法語：Charlène Guignard，1989年8月12日—），法国、意大利花样滑冰运动员，2019年欧洲锦标赛铜牌得主、2022年欧洲锦标赛铜牌得主、2023年欧洲锦标赛金牌得主、2023年世界锦标赛银牌得主。